# Оснабрик
Оснабрик град је у Немачкој, у савезној држави Доња Саксонија, са око 165.500 становника. После Хановера и Брауншвајга, Оснабрик је по величини трећи град државе и један од већих градских центара Немачке.
У граду се налази Универзитет и историјско седиште римокатоличке бискупије.
Године 1648. у Оснабрику и Минстеру је закључен Вестфалски мир, па град неки називају „Град мира“.

## Географија
Оснабрик лежи у долини између ниских планина Виенгебирге на северу и Теутонбуршке шуме на југу, на левој обали реке Хазе. Град се налази на надморској висини од 63 метра. Површина општине износи 119,8 km².

## Становништво
У самом граду је, према процјени из 2010. године, живјело 163.286 становника. Просјечна густина становништва износи 1.363 становника/km².

## Историја
Име града потиче од комбинације нисконемачких речи Осен (Ossen, исток) и Бриге (Brügge, мост). Град је био трговачко раскршће када је 780. Карло Велики овде основао бискупију и касније 804. гимназију (Gymnasium Carolinum). Године 889. Оснабрик је добио трговачке привилегије. Цар Фридрих Барбароса је 1157. дао граду привилегију да подигне утврђења. Већина старих градских кула се још могу видети. Оснабрик је постао члан Ханзе у 12. веку, као и члан Вестфалске федерације градова.
У граду постоји катедрала у позно романичком стилу. Археолошка истраживања су показала да најстарији темељи потичу из 10. века. Већина данашње грађевине је из 12. и 13. века, са готичким хором и југозападним звоником. Занимљиво је да је овај звоник четири пута већи од, раније изграђеног, североисточног, јер планови да се овај други поново изгради никада нису остварени.
Оснабрик је био познат по прогонима вештица од 1561. до 1639. Под влашћу градоначелника Хамахера, 1582. изведено је 163 жена пред суд под оптужбом да су вештице, а већина од њих је спаљена. Под градоначелником Пелстером, 1636-1639 осуђено је више од 40 наводних вештица на смрт. Укупно, спаљено је 276 жена и два мушкарца током овог периода.
Грађани су били привржени протестантској реформацији, тако да је сукоб са католичким бискупом трајао све до 17. века. Вероватно најважнији историјски догађај у граду били су преговори 1643—1648, који су довели до Вестфалског мира, чиме је окончан Тридесетогодишњи рат. Пошто су католици и протестанти одбијали директан сусрет, католици су боравили у Минстеру, а протестанти у Оснабрику. Дворана мира (Friedenssaal) у градској већници из 1517, је место где су се одвијали преговори. Ту је договорено правило Cuius regio, eius religio (Онај ко влада, одређује религију). За град Оснабрик је предвиђено да се у управи градом смењују римокатолички и протестантски бискуп, при чему би протестантског бискупа бирао војвода Брауншвајг-Линебурга. Тако се десило да је принц Фредерик (1763—1827), био изабран за бискупа када је имао свега 196 дана, да би на власти што дуже био протестант. Данас у граду има отприлике подједнако протестаната и католика.
Оснабрик је постао део краљевине Хановер 1803. Цела краљевина Хановер је постала пруска територија 1866.

### Други светски рат
У близини града, у официрском логору VI Ц (OFLAG VI C Osnabrück Eversheide), током Другог светског рата били су заточени официри Југословенске војске. Између 20. и 30. априла 1941, у логор је затворено између 4.000 и 4.500 српских официра. Међу њима су били познати интелектуалци: Ото Бихаљи Мерин, Милан Богдановић, Станислав Винавер, Душан Тимотијевић и многи други. Током бомбардовања Оснабрика од стране британске авијације на дан 6. децембра 1944. у вечерњим сатима, у логору је погинуло 116 српских официра док је 128 тешко рањених преминуло нешто касније.
Град је тешко оштећен бомбардовањима крајем Другог светског рата. У 79 налета авијације, 68% града и 85% градског језгра је уништено, али су многе историјске грађевине реконструисане. Данашњи „стари део града“ није сасвим оригиналан, али оставља утисак средњовековног града.
Оснабрик је био центар гарнизона британске армије од Другог светског рата. Планирано је да се ова војна база затвори до године 2010.

## Култура и знаменитости
У Оснабрику је рођен познати писац Ерих Марија Ремарк. У граду постоји „Центар за мир“ који носи његово име.
Градска већница је симбол Оснабрика. Изграђена је 1512, после 25 година изградње у позно-готичком стилу. Овде и у градској већници Минстера је 1648. потписан Вестфалски мир.
Кула „Букс“ је била почетком 13. века градска осматрачница. Кула је у средњем веку служила и као затвор. У доба прогона вештица (16. и 17. век), у кули су мучене осумњичене жене.
Некада је кула била висока 28 метара. Почетком 19. века срушено је око 10 метара куле услед склоности паду.
Капија Хегер је подигнута 1817. на месту некадашњих утврђења. Подигнута је у знак сећања на војнике из Оснабрика који су се борили у бици код Ватерлоа.
Градска Катедрала св. Петра је изграђена у периоду 1218—1277, а првобитна грађевина на том месту је постојала још 785.

### Храм Светог Ђорђа
У Граду се налази храм Српске православне цркве који је посвећен Светом Ђорђу. Изграђен је шездесетих година двадесетог вијека. Ово је први храм Српске православне цркве који је изграђен на територији Њемачке. У цркви се налази крипта са 1.020 ћелија у којој се између осталих налазе и остаци 35 генерала који су били заточени у официрском логору у Оснабрику за вријеме Другог свјетског рата. Недалеко од храма налази се српско војничко и емигрантско гробље.

## Саобраћај
Град је удаљен око 35 km од међународног аеродрома Минстер-Оснабрик (скраћеница FMO).

## Становништво
Од куге 1575, умрло је три четвртине становништва града. Следиле су друге епидемије, пожари, глади и ратови, тако да је требало 200 година да се број становника врати на ниво од пре куге. Доласком индустријског доба, становништво се са 10.000 (1823) попело на више од 50.000 (1900).
До 1939, број становника се још једном удвостручио на 100.000. Максималан број житеља град је имао 1995. (168.618). Најновији подаци са краја фебруара 2006. говоре да у граду живи 164.695 становника.
Према подацима из 2012, на подручју града живи око 5.000 Срба.
| Година        | Становника |
| ------------- | ---------- |
| 780.          | 800        |
| 1171.         | 3.500      |
| 1425.         | 4.800      |
| 1500.         | 6.000      |
| 1570.         | 7.500      |
| 1575.         | 2.000      |
| 1646.         | 5.500      |
| 1771.         | 5.923      |
| 1780.         | 6.651      |
| 1800.         | 8.564      |
| 1823.         | 10.915     |
| 3. дец. 1852. | 13.718     |
| 3. дец. 1861. | 16.180     |
| 3. дец. 1864. | 18.033     |
| 3. дец. 1867. | 19.579     |

| Година         | Становника |
| -------------- | ---------- |
| 1. дец. 1871.  | 23.308     |
| 1. дец. 1875.  | 29.860     |
| 1. дец. 1880.  | 32.819     |
| 1. дец. 1885.  | 35.899     |
| 1. дец. 1890.  | 39.929     |
| 2. дец. 1895.  | 45.137     |
| 1. дец. 1900.  | 51.573     |
| 1. дец. 1905.  | 59.580     |
| 1. дец. 1910.  | 65.957     |
| 1. дец. 1916.  | 72.505     |
| 5. дец. 1917.  | 70.872     |
| 8. окт. 1919.  | 85.017     |
| 16. јуна 1925. | 88.911     |
| 16. јуна 1933. | 94.277     |
| 17. маја 1939. | 99.070     |

| Година         | Становника |
| -------------- | ---------- |
| 31. дец. 1945. | 81.828     |
| 29. окт. 1946. | 88.663     |
| 13. сеп. 1950. | 109.538    |
| 25. сеп. 1956. | 127.658    |
| 6. јуна 1961.  | 138.658    |
| 31. дец. 1965. | 143.101    |
| 27. маја 1970. | 143.905    |
| 31. дец. 1975. | 161.671    |
| 31. дец. 1980. | 157.367    |
| 31. дец. 1985. | 153.202    |
| 25. маја 1987. | 150.807    |
| 31. дец. 1990. | 163.168    |
| 31. дец. 1995. | 168.618    |
| 31. дец. 2000. | 164.101    |
| 31. дец. 2005. | 163.814    |

## Међународна сарадња
| Мјесто        | Држава               | Врста сарадње | Од    |
| ------------- | -------------------- | ------------- | ----- |
| Харлем        | Холандија            | партнерство   | 1961. |
| Дарби         | Уједињено Краљевство | партнерство   | 1976. |
| Анжер         | Француска            | партнерство   | 1964. |
| Хефеј         | Кина                 | пријатељство  | 2006. |
| Гминд         | Аустрија             | пријатељство  | 1971. |
| Кристијанстад | Шведска              | контакт       | 1998. |
| Квангмјонг    | Јужна Кореја         | пријатељство  | 1997. |
| Евансвил      | САД                  | пријатељство  | 1991. |
| Чанакале      | Турска               | партнерство   | 2004. |
| Твер          | Русија               | партнерство   | 1991. |
| Вила Реал     | Португалија          | партнерство   | 2005. |
| Извор         |                      |               |       |